# Bocula anticlina
Bocula anticlina là một loài bướm đêm thuộc họ Noctuidae. Nó được tìm thấy ở Borneo.
Sải cánh dài khoảng 15 mm đối với con cái và 17 mm đối với con đực.